# Camille Rowe
Pour les articles homonymes, voir Rowe.
Camille Pourcheresse, plus connue sous le nom de Camille Rowe est une mannequin et actrice franco-américaine née le 7 janvier 1990 à Paris.

## Biographie

### Enfance
Camille Chrystal Pourcheresse est d'origine américaine par sa mère, Darilyn Rowe, ancienne danseuse du Lido, et française par son père, René Pourcheresse, propriétaire de plusieurs restaurants. Elle est élevée dans un milieu favorisé à Paris et à Ville d'Avray et a été scolarisée à la section internationale de Sèvres.

### Mannequin
La carrière de Camille Rowe commence en 2008, quand elle est découverte alors qu'elle est avec une amie dans un café du Marais à Paris, par celui qui allait devenir rapidement son agent,.
Camille Rowe est connue comme égérie publicitaire d'Abercrombie & Fitch, de Zadig et Voltaire,, d'Amor Amor de Cacharel, et Eau de Chloé.
En 2009, elle pose en couverture de Nylon (en) (Japon).
En 2010, elle fait la couverture de Costume (en) (Danemark).
En 2011, elle pose en couverture des magazines Jalouse (France) et Crash Magazine.
En 2012, elle fait la couverture des magazines Elle dans plusieurs pays : France (février, couverture avec sous-titre « Camille Rowe, la french top qui affole la planète mode »), Grèce (en février), Belgique (en avril), Finlande (en mai) et Madame Figaro.
On la voit également dans des publicités pour Adidas Originals (en), Cerruti, Happy Socks (en), Mavi Jeans (en), et sur le catalogue des 3 Suisses.
En 2013, elle est l'égérie de la nouvelle campagne publicitaire de Dior Homme au côté de Robert Pattinson. Elle pose également en couverture de L'Officiel.
En 2014, elle ouvre le défilé de Rag & Bone (en).
En 2015, elle est l'égérie de la marque de lingerie Princesse tam.tam et de la marque de prêt a porter IKKS. Le 30 avril 2015, elle fait la couverture du magazine français Lui.
En 2017, elle devient l'égérie de la marque de lingerie et prêt à porter française Etam ; cette même année elle pose pour la campagne de Noël de la marque. Elle participe à plusieurs défilés Etam Live Show se déroulant lors de la Fashion Week de Paris en septembre. On peut notamment la voir apparaître aux côtés de Constance Jablonski ou encore d'Ilona Smet lors de ces évènements.

### Actrice
Le rédacteur en chef de Lui, Frédéric Beigbeder, la dirige alors dans son second film comme réalisateur, L'Idéal, une adaptation de son propre roman, Au secours pardon (publié en 2007). Le film se déroule en effet dans le milieu du mannequinat. Lorsque le film sort en 2016, Rowe devient égérie de Dior et défile pour la marque Victoria's Secret. En avril 2016, elle devient la playmate du mois du magazine Playboy.
L'année 2017 débute avec la sortie d'une autre satire de la superficialité, la comédie Rock'n Roll, écrite et réalisée par Guillaume Canet. L'actrice y joue son propre rôle, comme les autres acteurs du film. À la fin de cette année, elle apparaît dans une publicité Etam lingerie.
En 2018, elle tient un second rôle dans le drame américain Now is everything, qui se situe dans le milieu de la mode. Mais elle joue aussi dans la romance française Je voudrais que quelqu'un m'attende quelque part, d'Arnaud Viard, dont les acteurs principaux sont Jean-Paul Rouve et Alice Taglioni.
En 2022, elle tient le rôle féminin principal d'une plongeuse en apnée no limit, inspiré de l'apnéiste Audrey Mestre, dans le film Netflix Sous emprise de David M. Rosenthal.

## Vie privée
De fin 2013 à 2016, elle est en couple avec le mannequin, artiste et skateur professionnel américain Dylan Rieder (1988-2016), mort de complications liées à une leucémie.
De juin 2017 à juillet 2018, elle est en couple avec le chanteur et acteur britannique Harry Styles.
À partir de juillet 2018, elle est en couple avec Theo Niárchos, marchand d’art gréco-britannique et petit-fils de Stávros Niárchos,.

## Filmographie

### Cinéma
- 2010 : Notre jour viendra de Romain Gavras : La fille anglaise n°1
- 2016 : L'Idéal de Frédéric Beigbeder : Monica Pynchon
- 2017 : Rock'n Roll de Guillaume Canet : Camille
- 2020 : Je voudrais que quelqu'un m'attende quelque part d'Arnaud Viard : Margaux
- 2021 : The Deep House de Alexandre Bustillo et Julien Maury : Tina
- 2022 : Sous emprise de David M. Rosenthal : Roxana Aubry
- 2023 : Pet Shop Days d'Olmo Schnabel : Andy
- 2025 : Un mariage sans fin de Patrick Cassir : Louna

### Clips
- 2011 : Call Me Back de The Strokes
- 2013 : Alien Days de MGMT
- 2015 : Can’t Feel My Face de The Weeknd